# Czech Hockey Games
Carlson Hockey Games är en årlig landslagsturnering i ishockey som spelas i Tjeckien. Turneringen hade premiär 1994, och ingår sedan säsongen 1997–1998 i Euro Hockey Tour, De två första säsongerna deltog Slovakien, som senare byttes ut mot Finland.

## Tidpunkt på året och spelorter
Turneringen spelades ursprungligen alltid i månadsskiftet augusti-september. Inför säsongen 2007–2008 flyttades turneringen till april, och därefter har den spelats antingen i augusti-september eller i april.
Fram till 2003 spelades turneringen i Zlín, innan den flyttades till Duhová Aréna i Pardubice. Mellan 2005 och 2010 spelades turneringen i Tipsport i Liberec i norra Böhmen. Sedan 2011 spelas turneringen i Brno och DRFG Arena, som före 2014 hette Kajot Arena.

## Namn
Ursprungligen gick turneringen under namnet Pragobanka Cup, innan namnet ändrades till Ceská Pojištovna Cup inför 1998 års turnering, då turneringen fick ny huvudsponsor. Inför turneringen i april 2009 ändrades namnet ännu en gång, denna gång till Czech Hockey Games.. Namnbyte och sponsorbyte blev åter aktuellt 2012 då turneringen bytte till namnet Kajotbet Hockey Games innan man året 2013 bytte tillbaka till Czech Hockey Games. 2021 stod Carlson, tillverkare av bilvårdsprodukter, som huvudsponsor och turneringen namngavs därför efter dem.

## Lista
| År             | Etta     | Tvåa     | Trea      |
| -------------- | -------- | -------- | --------- |
| 1994           | Tjeckien | Ryssland | Sverige   |
| 1995           | Tjeckien | Sverige  | Slovakien |
| 19961          | Finland  | Sverige  | Tjeckien  |
| 1997           | Tjeckien | Finland  | Ryssland  |
| 1998           | Sverige  | Finland  | Tjeckien  |
| 1999           | Tjeckien | Finland  | Sverige   |
| 2000           | Finland  | Sverige  | Tjeckien  |
| 2001           | Finland  | Ryssland | Sverige   |
| 2002           | Ryssland | Tjeckien | Sverige   |
| 2003           | Finland  | Sverige  | Ryssland  |
| 20042          |          |          |           |
| 2005           | Sverige  | Ryssland | Tjeckien  |
| 2006           | Ryssland | Finland  | Sverige   |
| 20073          |          |          |           |
| 2008           | Ryssland | Tjeckien | Finland   |
| 2009           | Ryssland | Tjeckien | Finland   |
| 2010           | Tjeckien | Ryssland | Finland   |
| 2011           | Tjeckien | Ryssland | Finland   |
| 2012           | Finland  | Tjeckien | Ryssland  |
| 2013 (april)   | Sverige  | Ryssland | Tjeckien  |
| 2013 (augusti) | Finland  | Ryssland | Sverige   |
| 2017           | Tjeckien | Finland  | Ryssland  |
| 2018           | Tjeckien | Finland  | Sverige   |
| 2019           | Sverige  | Finland  | Tjeckien  |
| 20204          |          |          |           |
| 2021           | Tjeckien | Sverige  | Finland   |
| 2022           | Tjeckien | Sverige  | Finland   |
| 2023           | Schweiz  | Sverige  | Tjeckien  |
| 2024           | Finland  | Sverige  | Schweiz   |
| 2025           | Sverige  | Schweiz  | Tjeckien  |

1 Endast Tjeckien, Finland och Sverige deltog
2 Ingen turnering spelades på grund av World Cup.
3 Ingen turnering på grund av senarelagd start
4 Turneringen inställd på grund av Coronapandemin

## Statistik

### Medaljliga
| Pos | Lag       | Guld | Silver | Brons | Total |
| --- | --------- | ---- | ------ | ----- | ----- |
| 1   | Tjeckien  | 8    | 4      | 6     | 18    |
| 2   | Finland   | 6    | 7      | 4     | 17    |
| 3   | Ryssland  | 4    | 7      | 4     | 15    |
| 4   | Sverige   | 4    | 4      | 7     | 15    |
| 5   | Slovakien | 0    | 0      | 1     | 1     |

### Fotnoter
1. ↑  Robert Pettersson (11 februari 2009). ”Ceska Pojistovna Cup byter namn”. Hockeysverige. https://hockeysverige.se/2009/02/11/ceska-pojistovna-cup-byter-namn. Läst 18 april 2009.
2. ↑  Anders Feltenmark. ”Kajotbet Hockey Games 2012” (på engelska). Svenska Ishockeyförbundet. https://www.swehockey.se/Landslag/varalandslag/TreKronor/sasongen20112012/KajotbetHockeyGames2012. Läst 24 februari 2012.